# Euchelus eucastus
Euchelus eucastus är en snäckart som först beskrevs av Dall 1889.  Euchelus eucastus ingår i släktet Euchelus och familjen pärlemorsnäckor. Inga underarter finns listade i Catalogue of Life.